# چشمه درگاه
چشمه درگاه، روستایی از توابع بخش جاپلق شهرستان ازنا در استان لرستان ایران است.

## جمعیت
این روستا در دهستان جاپلق غربی قرار دارد و براساس سرشماری مرکز آمار ایران در سال ۱۳۸۵، جمعیت آن ۹۷ نفر (۲۰ خانوار) بوده‌است.